# Monarca del paradís de l'illa de Flores
El monarca del paradís de l'illa de Flores (Terpsiphone floris) és un ocell de la família dels monàrquids (Monarchidae).

## Hàbitat i distribució
Habita boscos i manglars a les illes Petites de la Sonda, a Sumba, Sumbawa, Flores, Lomblen i Alor.

## Taxonomia
Les seves subespècies eren assignades al monarca del paradís oriental (Terpsiphone affinis). Ara són considerades una espècie diferent arran estudis com ara Eaton et al. 2015